# Distretto di Jiuyuan
Il distretto di Jiuyuan (九原区S, Jiǔyuán QūP) è un distretto della Cina, appartenente alla regione autonoma della Mongolia Interna e amministrato dalla prefettura di Baotou.